# ویلیام، شهریار آلبانی
ویلیام، شهریار آلبانی (انگلیسی: William, Prince of Albania; ۲۶ مارس ۱۸۷۶ – ۱۸ آوریل ۱۹۴۵) سیاستمدار، و سرباز اهل آلمان بود که مدتی کوتاه از ۷ مارس تا ۳ سپتامبر ۱۹۱۴ با نام ویدی اول بر شهریارنشین آلبانی حکمرانی کرد، با این حال حکومت او رسماً تا ۳۱ ژانویه ۱۹۲۵ و تشکیل جمهوری آلبانی ادامه یافت. وی که در سپامبر ۱۹۱۴ آلبانی را به مقصد ونیز ترک کرده بود خروج خود را موقتی اعلام کرده اما پس از مدتی به ارتش آلمان پیوسته و همواره مدعی تاج و تخت بوده، سرانجام ویلیام در ۱۸ آوریل ۱۹۴۵ در شهر پردال، پادشاهی رومانی درگذشت و در بخارست به خاک سپرده شد.
ویلیام همچنین برندهٔ جوایزی همچون لژیون دونور شده‌است.